# NGC 2856
NGC 2856 é uma galáxia espiral (Sbc) localizada na direcção da constelação de Ursa Major. Possui uma declinação de +49° 14' 57" e uma ascensão recta de 9 horas, 24 minutos e 16,2 segundos.
A galáxia NGC 2856 foi descoberta em 9 de Março de 1788 por William Herschel.